# Rajon Ocnița
Der Rajon Ocnița (rumänisch Raionul Ocnița, russisch Окницкий район) ist ein Rajon in der Republik Moldau. Die Rajonshauptstadt ist Ocnița.

## Geographie
Der Rajon liegt im äußersten Norden des Landes an der Grenze zur Ukraine entlang des Flusses Dnister. Die Nachbarbezirke sind Briceni, Dondușeni und Edineț.
Neben der Hauptstadt besitzen Frunză und Otaci das Stadtrecht, das übrige Gebiet des Rajons ist auf ländliche Gemeinden verteilt. Naslavcea ist die nördlichste Gemeinde Moldaus.

## Geschichte
Der Rajon Ocnița besteht seit 2003. Bis Februar 2003 gehörte das Gebiet zum inzwischen aufgelösten Kreis Edineț (Județul Edineț).

## Bevölkerung

### Bevölkerungsentwicklung
1959 lebten im Gebiet des heutigen Rajons 57.782 Einwohner. In den darauf folgenden Jahrzehnten stieg die Zahl der Einwohner kontinuierlich an: von 61.544 im Jahr 1970 über 62.781 im Jahr 1979 bis zu 64.485 im Jahr 1989. Bis 2004 sank wie in ganz Moldau die Bevölkerungszahl des Rajons, die in jenem Jahr 56.510 betrug – und damit unter den Wert von 1959 fiel. 2014 lag sie bei 47.425.

### Volksgruppen
Laut der Volkszählung 2004 stellen die Moldauer mit 57,5 % die anteilsmäßig größte Volksgruppe im Rajon Ocnița, gefolgt von den Ukrainern mit 30,7 %, deren Anteil damit deutlich über dem landesweiten Wert von 8,4 % liegt. Eine kleinere Minderheit bilden die Russen mit 4,9 %, ferner die Rumänen mit 0,2 % sowie die Gagausen und Bulgaren mit 0,1 %.

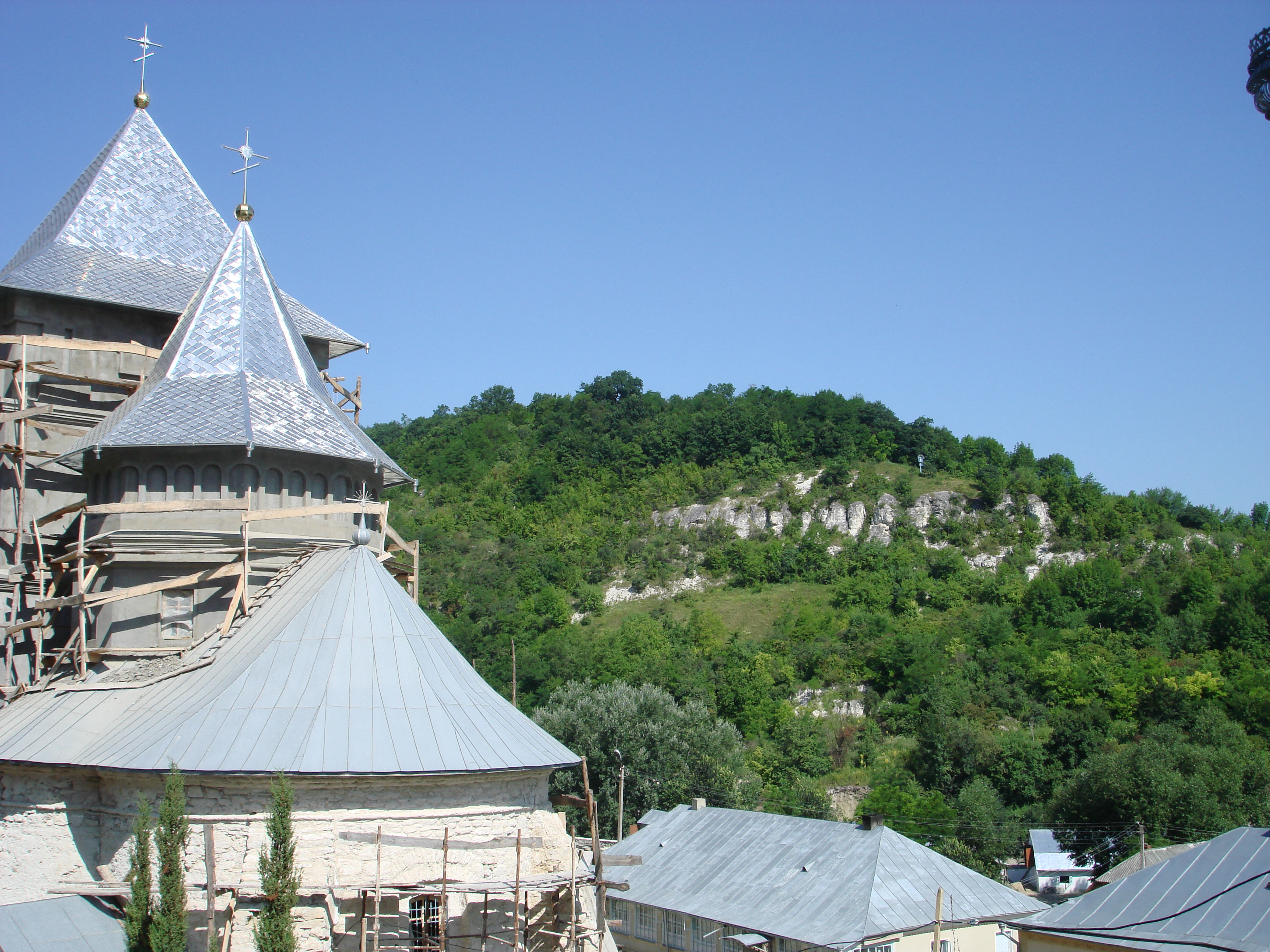
Kloster Călărășeuca

## Kultur und Sehenswürdigkeiten
Zu den Sehenswürdigkeiten des Rajons zählen die Anfang des 20. Jahrhunderts erbaute Kirche St. Peter und Paul in der Stadt Ocnița und das im 18. Jahrhundert gegründete Kloster Călărășeuca am Dnister.
Der FC Nistru Otaci ist ein 1953 gegründeter moldauischer Fußballverein aus Ocnița. Er war 2005 moldauischer Pokalsieger.